# Sode
Sode település Franciaországban, Haute-Garonne megyében. Lakosainak száma 20 fő (2022. január 1.). Sode Bossòst, Les, Catalonia, Artigue, Juzet-de-Luchon és Salles-et-Pratviel községekkel határos.

## Népesség
A település népessége az elmúlt években az alábbi módon változott:
| Lakosok száma | 25   | 28   | 18   | 23   | 19   | 17   | 18   | 19   | 21   | 20   |
|               | 1968 | 1982 | 1990 | 2006 | 2013 | 2015 | 2017 | 2019 | 2020 | 2022 |